# Utgård (byggnad)
En utgård var en gård som lydde under en huvudgård, exempelvis ett säteri. Den vanliga benämningen på en sådan utgård var torp.
Ordet ”torp” förekommer i namn på en mängd gårdar och socknar och visar att dessa ursprungligen varit utgårdar, exempelvis Juringe gård i nuvarande Huddinge kommun som var utgård under säteriet Vårby gård. Det kunde hända att sedan utgårdar blivit självständiga gårdar, i sin tur givit upphov åt nya utgårdar.